# Enfoque neurolingüístico
El enfoque neurolingüístico (ANL) es un método pedagógico utilizado en la  enseñanza o adquisición de una segunda lengua en un entorno  escolar, que privilegia  la habilidad para comunicar en forma oral y escrita. En Canadá el método es conocido como francés intensivo.

## Contexto
El enfoque neurolingüístico fue concebido en Canadá por Claude Germain, del departamento de didáctica de lenguas, Universidad de Quebec, Montreal y Joan Netten de la Facultad de Educación, Memorial University of Newfoundland en el contexto de la creciente influencia de la neurociencia educativa emergente. 
Principalmente, el enfoque neurolingüístico se sustenta en las investigaciones de Michel Paradis (1994, 2004, 2009) de la Universidad McGill  y del Instituto de Ciencias Cognitivas, Universidad de Quebec en Montreal (UQAM), de Nick Ellis (Centre for Complex Systems, Universidad de Míchigan) de Norman Segalowitz (2010) del TESOL Centre, Concordia University (Montreal) y de las concepciones de Vigotsky (1997) sobre la interacción social.
El enfoque neurolingüístico se caracteriza por desarrollar en el aula y de manera independiente, los dos componentes de toda comunicación afectiva: una competencia implícita, es decir, la habilidad de usar espontáneamente, de forma oral, una segunda lengua o lengua extranjera y una competencia explícita, en otras palabras, la concienciación de como un idioma funciona, las reglas de gramática y el vocabulario.  Esta dimensión del enfoque está basada en las investigaciones de Paradis (1994, 2004) y de Nick Ellis (2016). En efecto, las investigaciones de Paradis establecen una clara distinción entre el conocimiento explícito, que es el conocimiento consciente acerca de una L2/LE que se aprende gracias a la puesta en evidencia (noticing) y a explicaciones, y el conocimiento implícito, que se adquiere de manera no consciente, únicamente por el uso del idioma en situaciones de comunicación auténtica.
En el enfoque neurolingüístico, la competencia implícita se designa como  gramática interna. Está compuesta por una red de conexiones neuronales formadas en el cerebro gracias al uso frecuente de los mismos recorridos o circuitos; por lo tanto,  no son reglas, sino regularidades estadísticas frecuentes de las estructuras lingüísticas (Paradis, 2004; Ellis, 2016). Además, en el enfoque neurolingüístico, el conocimiento explícito es designado como  gramática externa. Las investigaciones de Paradis demuestran que el conocimiento explícito (gramática externa) está sujeto a la memoria declarativa, mientras que la competencia implícita (gramática interna) que es una habilidad, que está sujeta, más bien, a la memoria procedimental (Germain y Netten, 2013).
Según Paradis, no hay conexión directa entre estos dos componentes. Mientras la gramática externa se enseña en las clases de manera relativamente eficiente, no se puede decir lo mismo de  la gramática interna. Es por eso que los programas regulares de enseñanza de una L2/LE basados en la mayoría de los métodos o enfoques conocidos, no pueden llevar a la adquisición de la comunicación espontánea en la mayoría de los alumnos. Esto sucede incluso en los programas que pretenden recurrir a un enfoque comunicativo, pero que a pesar de las pretensiones teóricas de sus autores  hacen primero aprender el conocimiento explícito (las reglas de gramática o el conocimiento basado, la mayoría del tiempo, en la lengua escrita) antes de hacer adquirir la competencia implícita, que es propia a la lengua  oral. (Germain et Netten, 2005, 2013b; Germain, 2017).

## Principios fundamentales
El enfoque neurolingüístico se basa en cinco principios fundamentales, elaborados por Germain et Netten (2011, 2012; Netten y Germain, 2011, con el fin de crear las condiciones necesarias en el aula para que los alumnos desarrollen primero oralmente su comunicación espontánea en L2/LE antes de recurrir al conocimiento explícito del idioma, en el caso de actividades de lectura y escritura (Germain et Netten, 2013; Germain, 2017).

## Adquisición de la gramática interna (la competencia implícita)
Con la finalidad de crear en clase, un ambiente en el cual  un número limitado de estructuras del idioma sean usadas y reutilizadas con suficiente frecuencia para asegurar el desarrollo de  patrones o de conexiones neuronales en la memoria procedimental del alumno,  cada unidad pedagógica debe presentar tres o cuatro funciones de comunicación unidas entre ellas, así como al tema de la unidad.
Cada función, se presenta y se usa individualmente en varias situaciones distintas con el fin de ocasionar breves conversaciones personales entre los alumnos. Al final de la unidad, las funciones se combinan con el objetivo de dar lugar a conversaciones más complejas sobre el tema. Por lo tanto, la lengua oral se aprende en contexto conversacional. 
La importancia del contexto de permitir una transferencia eficaz en otras situaciones fue confirmada por los trabajos recientes de investigación de Segalowitz en neurociencias cognitivas, especialmente en virtud del PTA (« proceso de transferencia apropiado »; en inglés: TPA – Transfer appropriate processing) (Segalowitz, 2010). 

## Recurrir a una perspectiva centrada en la literacidad de la enseñanza de una L2/LE
La literacidad se entiende habitualmente como la capacidad de utilizar el idioma para interpretar y entender el entorno. Una perspectiva centrada en la literacidad permite al docente considerar el aprendizaje de un idioma como el desarrollo de habilidades más que de conocimientos. Además, eso significa dar prioridad al desarrollo oral, un punto de vista confirmado por las recientes investigaciones en neurodidáctica (Huc et Smith, 2008), que predican el desarrollo de la producción oral antes de la lectura y de la escritura. Los textos utilizados en lectura, tanto como los temas de composiciones escritas, se refieren al mismo tema y consisten en usar las mismas estructuras previamente desarrolladas al oral. La lectura y la escritura se enseñan directamente en la L2/LE, sin acudir a la traducción. Las estrategias utilizadas se parecen a las que se usan en la enseñanza de la lengua materna para el desarrollo de la literacidad, pero tienen que ser modificadas. Por ejemplo, puede tratarse de enfatizar en la preparación oral antes de leer y de escribir, lo que se impone cuando se trata del desarrollo de la literacidad en una L2/LE, teniendo presente que la gramática interna de los alumnos es considerablemente más limitada que la de los que aprenden a leer y a escribir en su lengua materna (Germain et Netten, 2005, 2012, 2013; Germain, 2017). Una perspectiva centrada en la literacidad permite también abordar la gramática externa después del uso de la lengua al oral y de manera contextual (observación de puntos gramaticales en el texto de lectura y uso de estos casos observados en el momento de escribir párrafos).

## Recurrir a una pedagogía del proyecto
Con la finalidad de impartir una gramática interna, la atención debe centrarse en el mensaje más que en el idioma, ya que la gramática interna solamente puede ser adquirida de manera no consciente, es decir, sin prestar atención conscientemente a las formas del idioma (Paradis, 1994, 2004, 2009). Para facilitar la creación de situaciones significativas y de tareas interesantes, cognitivamente exigentes para los alumnos, el contenido de las unidades pedagógicas está organizado en secuencia, que van desde algunos mini proyectos hasta un proyecto final. Por tanto,  las actividades propuestas no son aisladas y requieren la participación activa de los alumnos, lo que conlleva a otros mecanismos cerebrales necesarios para un aprendizaje con éxito del idioma (Paradis, 2004). Este tipo de organización también permite usar y reutilizar las estructuras lingüísticas de cada unidad, al mismo tiempo permite al docente ayudar al alumno a aprender aumentando gradualmente el nivel de dificultad de las tareas y de las estructuras del lenguaje. 

## Uso de situaciones de comunicación auténticas
La habilidad de comunicar con espontaneidad se desarrolla únicamente recurriendo a comunicaciones auténticas. No puede ser aprendida con ejercicios  controlados o con la memorización de diálogos (R. Ellis, 1997) donde el lenguaje aprendido de esta manera se centra en las formas lingüísticas y esta almacenado en la memoria declarativa. Además, este tipo de lenguaje no esta suficientemente contextualizado para ser recuperado por el cerebro en situaciones de comunicación auténtica, conforme al “proceso de transferencia apropiado” (Segalowitz, 2010). Por otro lado, únicamente la comunicación auténtica recurre a los otros mecanismos cerebrales necesarios para que haya efectivamente adquisición, tales como los relacionados con la motivación (Paradis, 2004). Toda comunicación en el aula, en al ámbito del enfoque neurolingüístico, es auténtica: el docente no hace preguntas que no son realistas y las respuestas de los alumnos son siempre personales. La comunicación se hace siempre en L2/LE. 

## Uso de estrategias de enseñanza interactivas
La interacción entre los alumnos en L2/LE es un ingrediente fundamental en el desarrollo de la gramática interna y de la capacidad de comunicarse con espontaneidad. Para facilitar la interacción, el enfoque neurolingüístico  recurre a cinco etapas de enseñanza de la producción oral. Durante estas etapas se van  fomentando actividades entre pares y dentro de grupos pequeños  a lo largo de las unidades de enseñanza.  Los alumnos están preparados lingüísticamente para utilizar las estructuras que necesitan para realizar las tareas solicitadas, pero las interacciones son auténticas en el sentido de que los alumnos expresan sus propios pensamientos. 
Por otra parte,  también hay otras tres estrategias específicas de enseñanza recomendadas: fluidez, precisión  y estimulación auditiva. De hecho, los alumnos deben contestar utilizando oraciones completas cuando aprenden las nuevas estructuras lingüísticas, y así, facilitar la construcción de su gramática interna y recurrir a la L2/LE con fluidez.
Para la gramática interna, la precisión está garantizada gracias a  la corrección frecuente de los errores al oral y la reutilización que el   alumno  hace de las estructuras corregidas (Lyster, 1998). Es la corrección de los errores al oral la que reemplaza, de alguna manera, la enseñanza de las reglas de gramática para el desarrollo de la gramática interna. En cuanto a la estimulación auditiva, sustituye los ejercicios habituales de comprensión oral: se trata aquí de “obligar al alumno por así decirlo a escuchar constantemente lo que el docente y los otros alumnos dicen” (Germain, 2017, p. 89). 
En el enfoque neurolingüístico, se recurre a ocho estrategias, tanto para la enseñanza/aprendizaje de la lectura como para la escritura. 
Actualmente (2014), se encuentra algunas aplicaciones del enfoque neurolingüístico, en particular, el programa de FI en Canadá y un programa de aprendizaje del francés en una universidad y en un liceo y en China. El programa de FI en Canadá, que se dirige a alumnos de 5.to y 6.to año (11 o 12 años) y sigue hasta el final de la escuela secundaria, empezó en la provincia canadiense de Terranova y Labrador en 1998. Desde esa fecha, se ha difundido en prácticamente todas las provincias y territorios canadienses (en la provincia en su mayor parte francófona de Quebec, hay un programa de inglés intensivo similar pero no idéntico al FI porque no se basa en los principios del enfoque neurolingüístico). Más de 62 000 alumnos participaron en el programa de FI en Canadá desde su creación. En China, desde 2010, el programa que se dirige a jóvenes adultos de 19 años aproximadamente, en la Universidad Normal de China del sur, en Guangzhou – en francés : Canton (Gal Bailly, 2011; Ricordel, 2012), ha despertado un amplio interés de parte de otras instituciones chinas (por ejemplo, en un liceo donde esta establecido desde 2014), así como en Japón, en Taiwán, en Irán, en Bélgica, en Francia, en Brasil, en México y en Colombia (Germain, 2017).
Estos programas fueron desarrollados bajo la dirección de los creadores del enfoque neurolingüístico. En la actualidad, otras aplicaciones del enfoque neurolingüístico se están desarrollando en Canadá por otros profesionales con el fin de enseñar algunos idiomas de las Primeras Naciones en el Yukón y en los Territorios del Noroeste, así como en Saskatchewan y en la Isla del Príncipe Eduardo, tanto como en la región de la Bahía James (en Quebec) para la enseñanza del inglés, del francés y del Cri. Cualquier recurso curricular que cumpla con los principios del enfoque neurolingüístico puede ser adaptado para enseñar las habilidades de comunicación en cualquier L2/LE, como en dos recientes tentativas universitarias de enseñanza/aprendizaje de la lengua española  entre francófonos quebequense (para ser exactos: en la UQAM – la Universidad de Quebec en Montreal) y entre japoneses.